# 송안초등학교
송안초등학교는 대한민국 경기도 군포시에 있는 공립 초등학교이다.

## 연혁
- 2019년 9월 1일 : 개교